# Mesquita Nova

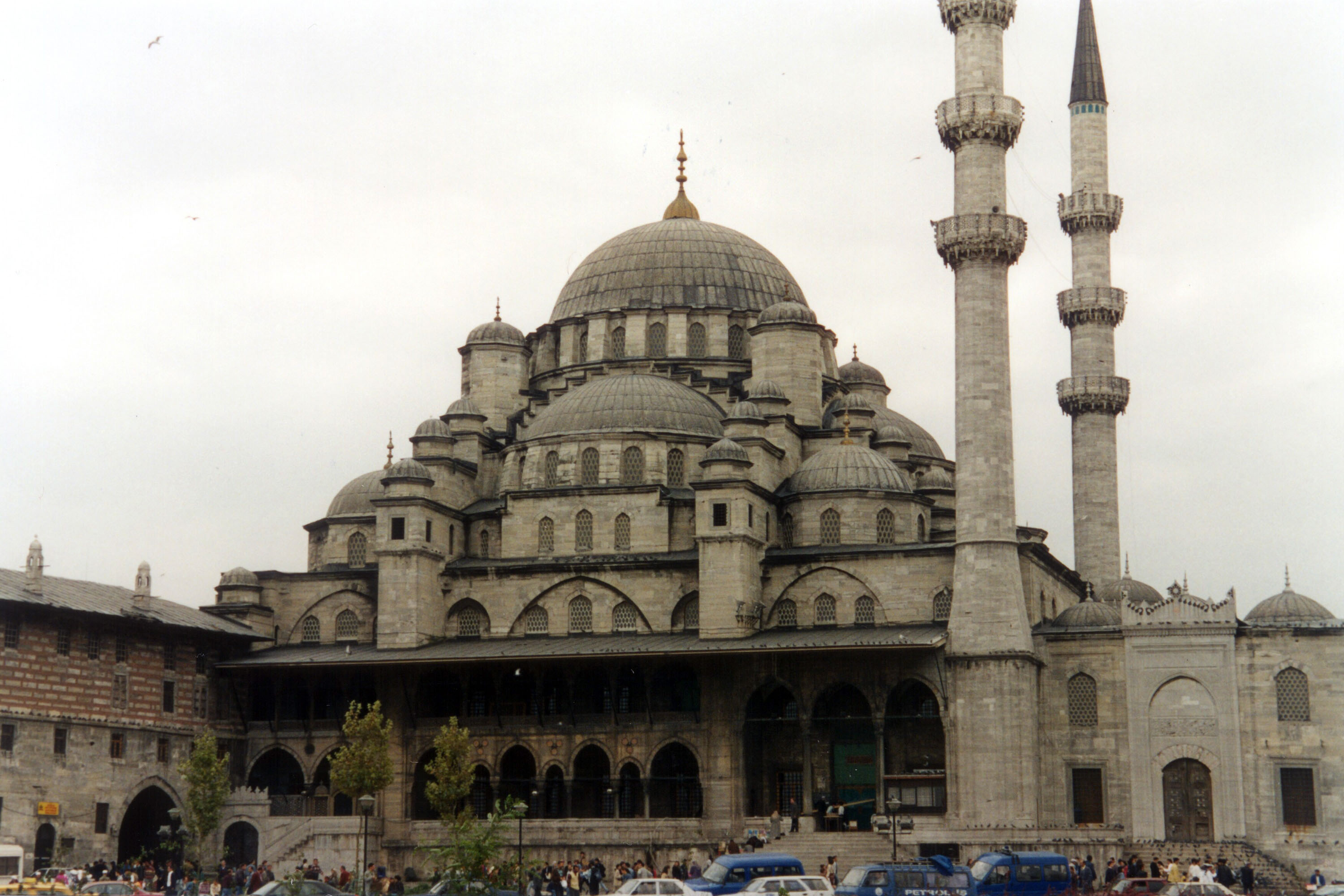
Vista desde o lado do Corno de Ouro (norte).

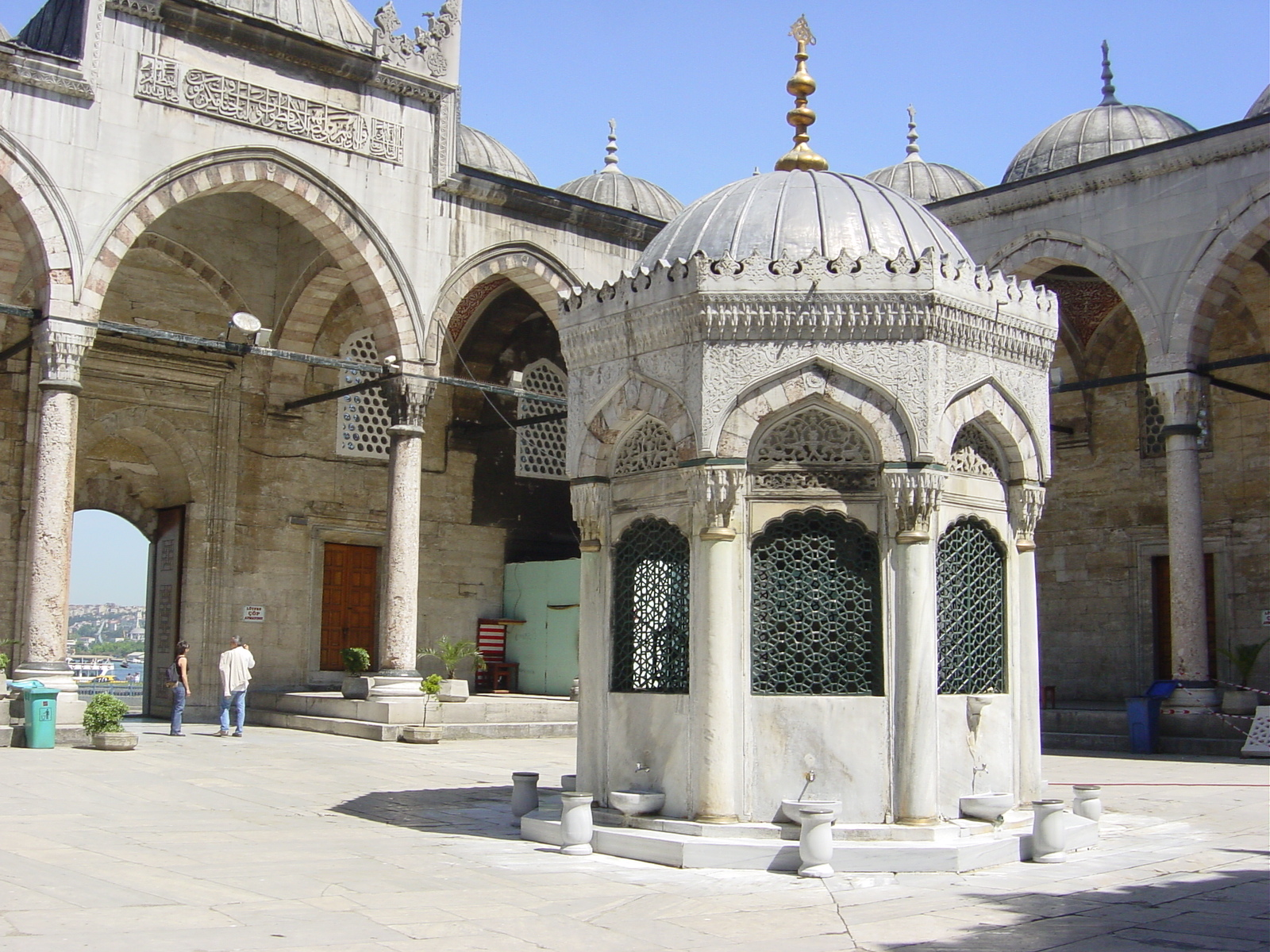
Pátio, com a fonte de abluções ao centro.

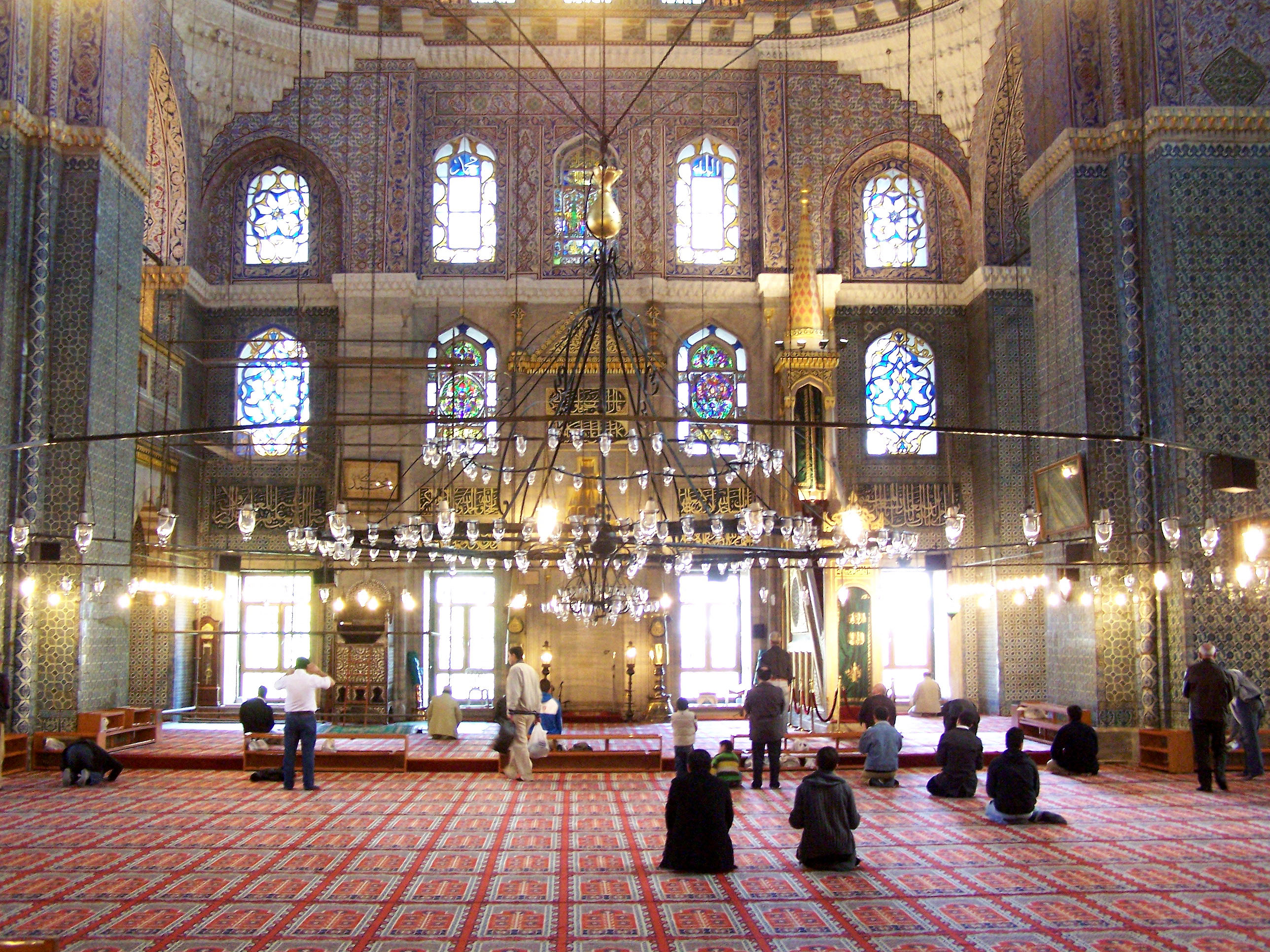

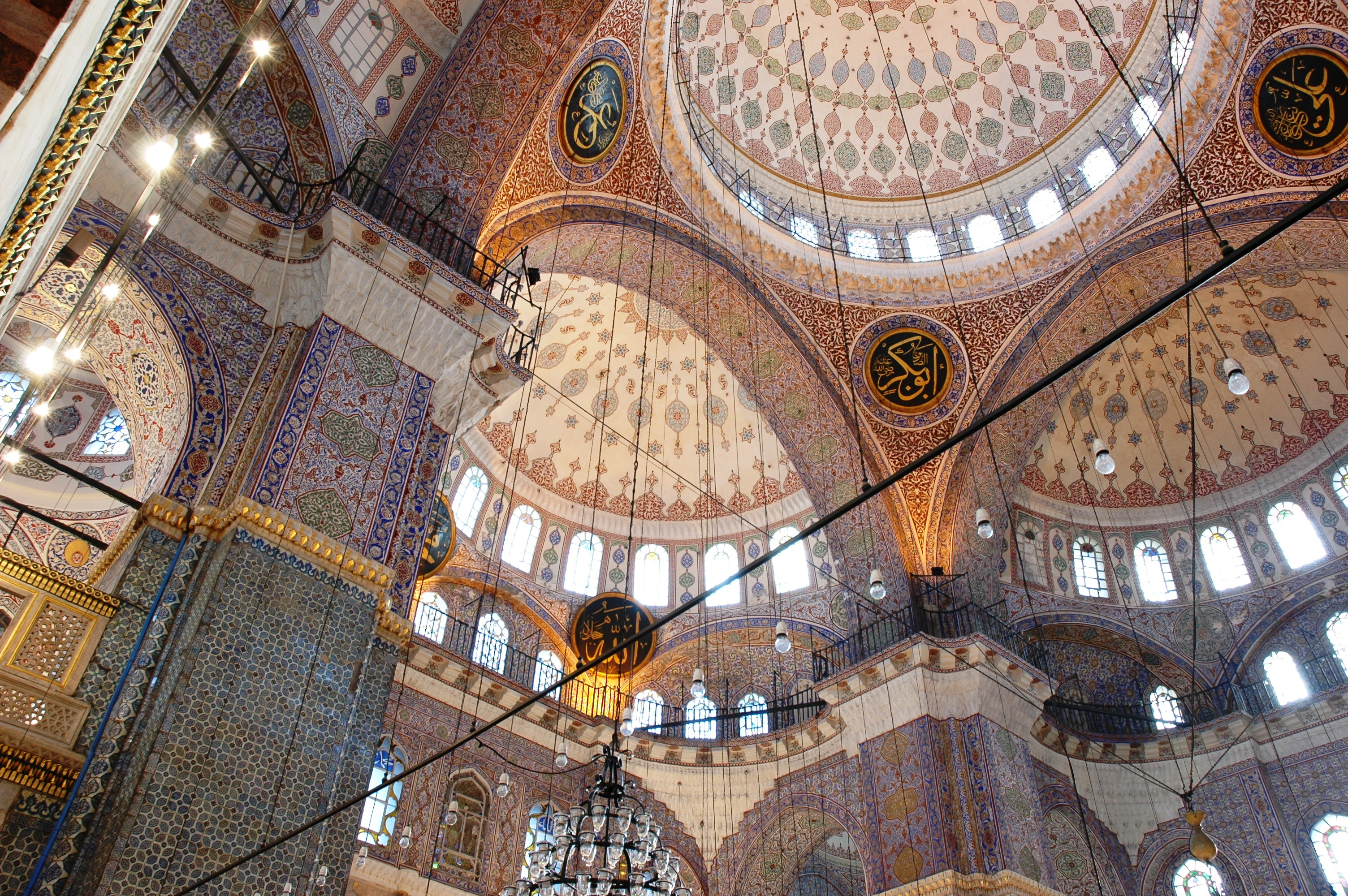

A Mesquita Yeni (Mesquita Nova) ou Mesquita Yeni Valide (em turco:  Yeni Cami ou Yeni Valide Camii) é uma mesquita otomana situada no bairro de Eminönü, distrito de Fatih, Istambul, Turquia,  junto à embocadura do Corno de Ouro, frente à extremidade sul da Ponte de Gálata.

## História
A construção da mesquita iniciou-se em 1597, por ordem da valide sultana Safia Sultana, a consorte principal do sultão Murade III e mãe de Maomé III, o Justo. O primeiro arquiteto foi Davut Aga, um aprendiz do grande mestre Mimar Sinan. Davut morreu em 1599, sendo substituído por Dalgic Ahmed Cavus.
O projeto foi estorvado por diversas questões políticas, nomeadamente pela sua localização ter provocado polémica na corte. O bairro de Eminönü era o principal centro comercial da cidade e era habitado sobretudo por judeus. Com a construção da mesquita neste local, Safia esperava ampliar a influência muçulmana sobre a cidade, capitalizando o descontentamento crescente de comerciantes locais e estrangeiros em relação ao poder e influência cada vez maiores dos comerciantes judeus, que deu à valide sultana uma boa justificação para confiscar propriedades de judeus. No entanto, os elevados custos do projeto levantaram fortes críticas, nomeadamente dos janízaros, os militares de elite otomanos, a quem não agradava o poder crescente  da valide sultana e que advogavam que a mesquita era uma despesa desnecessária. Safia Sultana foi forçada a abandonar o projeto após a morte de Maomé III. O sultão que lhe sucedeu, Amade I não estava interessado no projeto da mesquita, cuja construção foi abandonada quando Safia foi relegada para o harém.
A estrutura parcialmente construída caiu em ruínas e foi muito danificada por um fogo em 1660. No mesmo ano, o arquiteto imperial Mustafá Aga sugeriu à valide sultana Turhan Hadice, mãe do sultão Ibraim I, que completasse a obra como prova de devoção. A mesquita seria concluída em 1663 e inaugurada em 1665.

## Arquitetura

### Exterior
O exterior ostenta dois minaretes e 66 e cúpulas e semicúpulas, num arranjo piramidal. A cúpula principal tem 36 metros de altura e é suportada por quatro semicúpulas. O desenho da cúpula foi baseado nas cúpulas das mesquitas de Şehzade, de Sinan, e Mesquita Azul, de Sedefhar Mehmet Ağa.
À semelhança das outras mesquitas imperiais de Istambul, existe um pátio monumental (avlu), situado a ocidente da mesquita propriamente dita. Este pátio é quadrado, com 39 metros de lado e é rodeado na parte interior por uma colunata coberta por 24 pequenas cúpulas. No centro do pátio ergue-se uma elegante sardivan (fonte de abluções. As purificações rituais são efetuadas em torneiras existentes na parede sul da mesquita. A parte da fachada da que se encontra debaixo do alpendre do pátio é decorada com azulejos de İznik. Os blocos de pedra usados na construção da mesquita são provenientes de Rodes

### Interior
O interior da mesquita é quadrado, com 41 metros de lado. A área central é conformada por quatro grandes pilares que constituem o principal suporte da cúpula. Nas partes laterais e traseira há colunatas de colunas delgadas de mármore, ligadas por arcos de vários estilos. A cúpula tem 17,5 metros de diâmetro e uma altura de 36 metros. O espaço interior é ampliando com semicúpulas ao longo do eixo este-oeste do edifício, com cúpulas mais pequenas por cima uma dos cantos da nave ainda mais pequenas por cima dos cantos das galerias.
No canto nordeste da galeria existe uma divisória dourada atrás da qual os membros da corte imperial assistiam às orações. Este "compartimento real" está ligado do "pavilhão real", situado a nordeste do complexo da mesquita, através de uma longa passagem elevada.
O interior da mesquita é decorada com azulejos de İznik com cores principalmente azuis, verdes e brancos, os quais são considerados de qualidade algo inferior aos de mesquitas imperiais anteriores. O mirabe é decorado com estalactites douradas e o mimbar tem uma cobertura cónica com colunas finas de mármore.

### Külliye (complexo)
Tal como as outras mesquitas imperiais de Istambul, a Mesquita Yeni está integrada numa külliye, isto é, um complexo religioso, social e cultural, que além da mesquita incluía um hospital, uma escola primária, hamans (balneários públicos), uma türbe (mausoléu), duas fontes públicas e um mercado. Durante o reinado de Amade III, no início do século VIII, foi adicionado ao complexo uma biblioteca.
O grande mercado em forma de L sobreviveu até hoje como o Bazar das Especiarias (ou Bazar Egípcio, Mısır Çarşısı em turco) e é uma das atrações turísticas de Istambul. A türbe contém os túmulos da valide sultana Turhan Hadice, do sue filho Maomé IV, o Caçador, de outros cinco sultões posteriores (Mustafá II, Amade II, Mamude I, Osmã III and Murade V) e de vários outros membros da corte.